# Palacio de Louveciennes

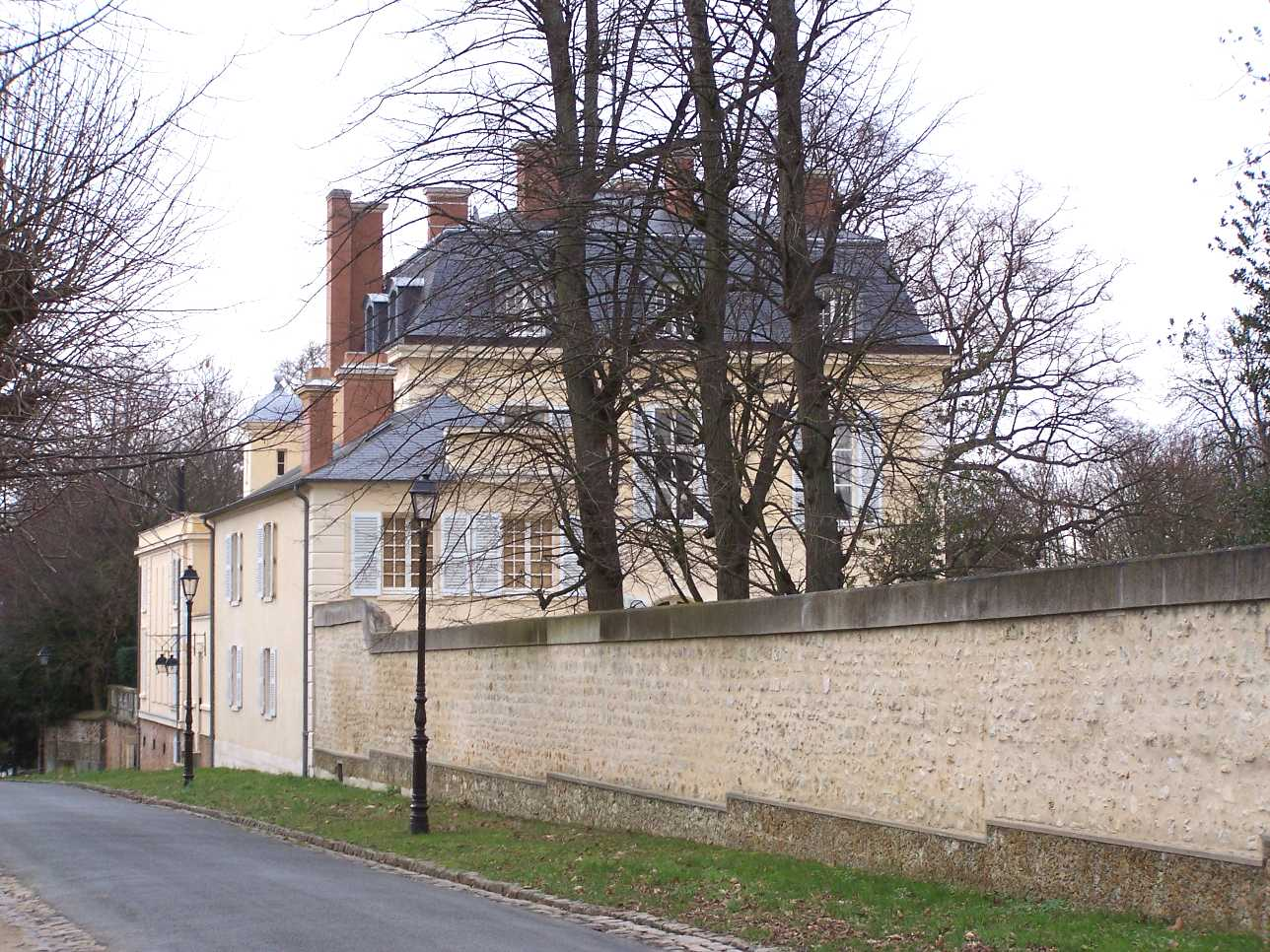
Vista del Pabellón de Aguas

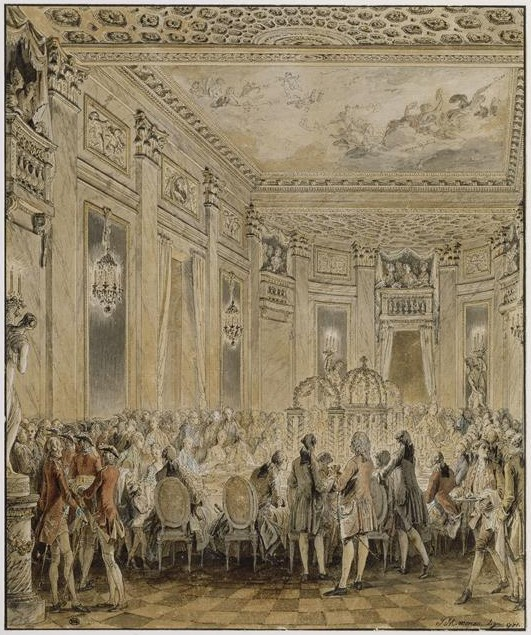
Jean-Michel Moreau le Jeune, Fête donnée à Louveciennes le 2 septembre 1771. París, Museo del Louvre.

El palacio de Louveciennes, en Louveciennes, Yvelines, está compuesto por el palacio en sí, construido a finales del siglo XVII y luego ampliado y redecorado por Ange-Jacques Gabriel para Madame du Barry, y el pabellón de música (o recepción) construido por Claude-Nicolas Ledoux entre 1770 y 1771, en medio de un parque creado en el siglo XIX.

## El palacio

Mme. du Barry, por Vigée Le Brun, 1783.

En 1684, Luis XIV ordenó la construcción de un palacio en las proximidades de un acueducto construido para conducir agua desde el Sena por la máquina de Marly hasta el Palacio de Marly. El rey encargó las obras al barón Arnold de Ville, el ingeniero de Lieja que había concebido la instalación hidráulica.
El palacio es una construcción aproximadamente cúbica, de tamaño medio y de apariencia modesta, junto al chemin de la Machine (camino de la máquina) n.º 6, uno de los temas favoritos de los impresionistas Camille Pissarro y Alfred Sisley.
En 1769, Luis XV ofreció el palacio a su nueva favorita Madame du Barry. Ella llamó probablemente a Ange-Jacques Gabriel, Primer Arquitecto del Rey, para que ampliara y redecorara el edificio. Esta adición fue el ala este contigua, además de decoraciones de madera tallada.
En los años 1980, el palacio fue adquirido por la compañía japonesa Nippon Sangyo como inmueble comercial. La compañía vendió todo el mobiliario y dejó el edificio abandonado. Usado por okupas, el palacio sufrió varias degradaciones. En 1994, el intento de sacar la carpintería y una chimenea fue frustrado por la policía. Luego los dueños pusieron el edificio a la venta, que fue comprado por un inversionista francés, quien lo restauró cuidadosamente.

## El pabellón de música
El palacio tenía la desventaja de no tener vista hacia el Sena. Además, Madame du Barry consideró inadecuada el área de recepción. De esta forma decidió construir una pequeña casa separada que incluiyera salas de recepción y vista hacia el río, el famoso Pabellón de Louveciennes.

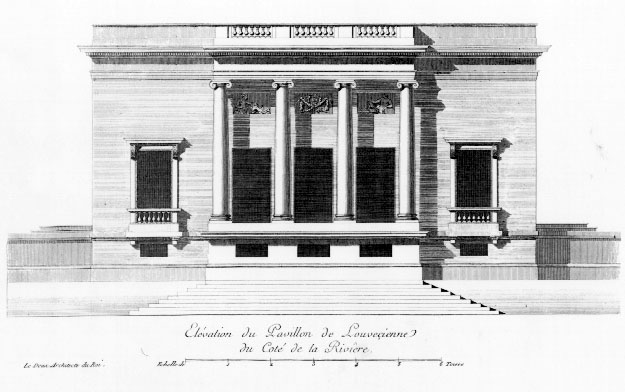
Pabellón de Louveciennes, vista desde el río.

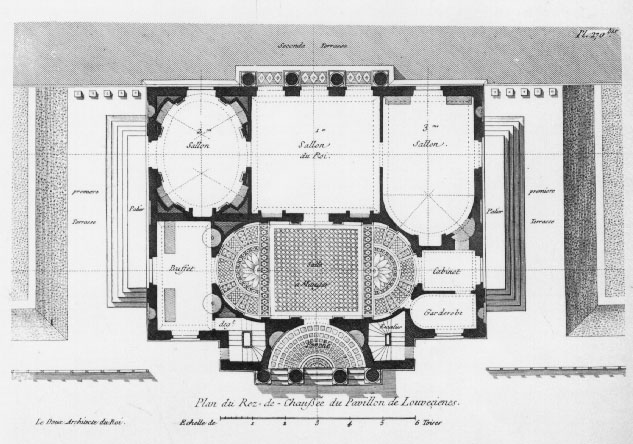
Pabellón de Louveciennes: el plano de la planta muestra la amplia variedad de formas.

### Historia
Llegaron propuestas de Charles de Wailly y de Claude-Nicolas Ledoux. A pesar de las opiniones negativas de varias personas de su círculo, especialmente de Ange-Jacques Gabriel, Madame du Barry decidió guardar el proyecto de Ledoux, que en esa época estaba en los inicios de su carrera. El diseño se completó en 1770 y la construcción se llevó a cabo en 1771.
La inauguración se llevó a cabo el 2 de septiembre de 1771 ante la presencia del rey. Se interpretó una obra de Charles Collé, La partie de chasse de Henri IV, y la cena se sirvió con música (los músicos se quejaron de lo exiguo de las plataformas del comedor, aisladas con vidrios) seguida de un espectáculo pirotécnico.
En 1773, Madame du Barry, obviamente satisfecha con el pabellón, ordenó a Ledoux nuevos planos para un gran castillo, el cual se uniría a la pequeña construcción. La muerte de Luis XV en 1774 pondría fin a este proyecto antes de su inicio.
El pabellón permaneció en su estado original hasta la segunda mitad del siglo XIX. En una fecha no especificada fue desfigurado con la construcción de una cubierta de mansarda y postigos en las ventanas.
Cuando en 1923 el fabricante de perfumes François Coty compró el edificio al político y empresario Louis Loucheur, corría riesgo de un grave desbarajuste debido a la ladera donde estaba construido. François Coty llamó entonces al arquitecto Charles Mewès para moverlo varios metros. Esta solución radical salvó a la construcción de la erosión de la ladera, la cual lo hubiera destruido por completo en solo un par de años. El movimiento fue acompañado de profundas transformaciones: la cubierta de mansarda fue convertida en ático que cubrió cinco dormitorios cercanos, mientras se creaban vastas dependencias en el sótano para colocar un laboratorio de perfumes, un generador eléctrico, cocinas y una alberca.
En 1959 la casa fue comprada por la Escuela Americana de París que entonces se estableció ahí. Mientras se limpiaba el edificio se encontraron algunos materiales nazis. La historia dice que mientras los nazis tuvieron cuarteles en el edificio durante la ocupación de Francia en la Segunda Guerra Mundial, la resistencia francesa se movía a través de los antiguos túneles mineros bajo el suelo de la construcción. Esas minas habían proporcionado algunas de las piedras para construir la ciudad de París, y fueron estas mismas minas las que causaron que la Escuela Americana se mudara hacia Garche. La escuela quería ampliar levantando nuevas construcciones pero los túneles subyacentes hicieron al suelo inestable. Se inició un proyecto para bombear cemento dentro de los túneles, pero se abandonó cuando el sitio alternativo para la escuela quedó disponible.

### Arquitectura
El pabellón de Louveciennes es uno de los más exitosos logros de Ledoux y un prototipo para la arquitectura neoclásica.

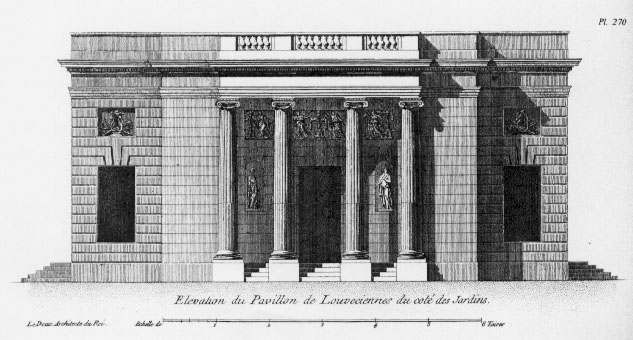
Pabellón de Louveciennes — elevación de la entrada (vista desde el jardín).

La entrada, en forma de una ábside abierta semicircular, con un medio domo encajado en el cielo y cerrada por una mampara de columnas jónicas, tiene un disposición utilizada anteriormente por Ledoux en la casa de Mlle. Guimard en el camino de Antin. Los domos encajados fueron una imagen asombrosa para los parisinos. Estos llevan hacia una sala cuadrada, prevista como comedor, donde se realizó la cena inaugural. Tras esta pieza hay tres salones, el salon du Roi flanqueado por dos salones de diferente planta y abiertos para visualizar el Sena. Los servicios y la cocina estaban ubicados en el medio sótano.
El lado que da hacia el Sena es conocido por el dibujo hecho por el arquitecto neoclásico Sir William Chambers. En el dibujo de Chambers, a diferencia del grabado conmemorativo de Ledoux (imagen a la derecha), hay tres bahías proyectadas de la forma acostumbrada por Gabriel, con columnas jónicas adjuntas y paneles con bajorrelieves encima de varias ventanas planas abiertas; en las bahías de los lados las ventanas tienen entablamentos planos sobrepuestos por pedestales bajos de perfil cóncavo. El grabado conmemorativo de Ledoux de 1804 mantiene la severa fachada intacta; los dibujos de Ledoux, ejecutados mucho después, no pueden ser confiables de representar la apariencia original, ya que el arquitecto tenía la costumbre de adornar sus dibujos para hacerlos casi completamente ininteligibles. En ambas versiones se refleja el esfuerzo de Ledoux por acentuar la estructura cúbica del edificio y manejar los motivos clásicos con precisión y economía.

### Decoración interior

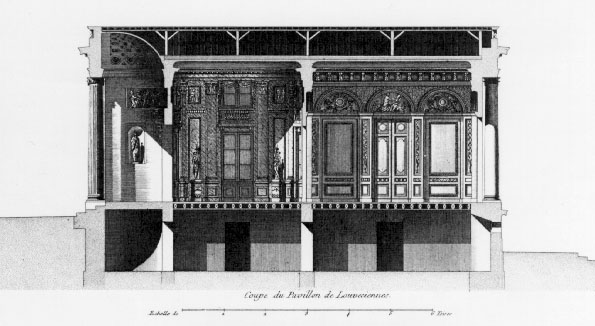
Sección de la entrada y el Salon du roi.

El interior fue terminado y amueblado con excepcional elegancia. Había luces murales de bronce dorado y otros ornamentos, diseñados por Ledoux en un estilo neoclásico avanzado y ejecutados por Pierre Gouthière. También habían silla de patas rectas del estacado menuisier Louis Delanois, del estilo neoclásico conocido como «Louis Seize». Existen aún algunas sillas del juego sobrevivientes, las cuales ya se producían en 1769 y que deben haber sido planeadas para el castillo en un principio aunque fueron usadas en el pabellón.
El estado original del interior es conocido gracias a un dibujo de Moreau le Jeune que representa la cena ofrecida a Luis XV por Madame du Barry en la inauguración de la casa, dibujo que puede ser comparado con el de Ledoux. Las pilastras eran de escayola gris con capiteles de bronce dorado proporcionados por Gouthière. 

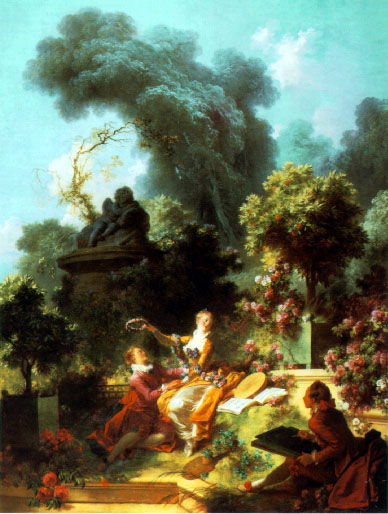
Uno de los lienzos de Fragonard rechazados.

Madame du Barry encargó a Jean-Honoré Fragonard un juego de cuatro grandes pinturas para Louveciennes. El pintor, quien dio gran importancia a esta comisión, representó El avance del amor en el corazón de la doncella. No obstante, sus obras maestras disgustaron a la mandante, supuestamente a causa del hecho de ver a un pastor persiguiendo ninfas en las pinturas de Fragonard distaba un poco de su modelo, el viejo y débil rey. Luego que Du Barry rechazara las pinturas, Fragonard en 1790 las instaló en Grasse, en el salón de uno de sus primos, Alexandre Maubert, y uno de sus nietos las vendió en 1898 al empresario J. P. Morgan. Desde 1915 han sido unas de las joyas de la Colección Frick en Nueva York.
Madame du Barry comisionó a Joseph-Marie Vien hacer nuevas pinturas sobre el mismo tema, las que hoy están en exhibición en el Museo del Louvre y en el Castillo de Chambéry. Con el tiempo, el estilo neoclásico de Vien fue aumentando su popularidad y pareció particularmente apropiado para la decoración que se había creado para Louveciennes.

## El parque

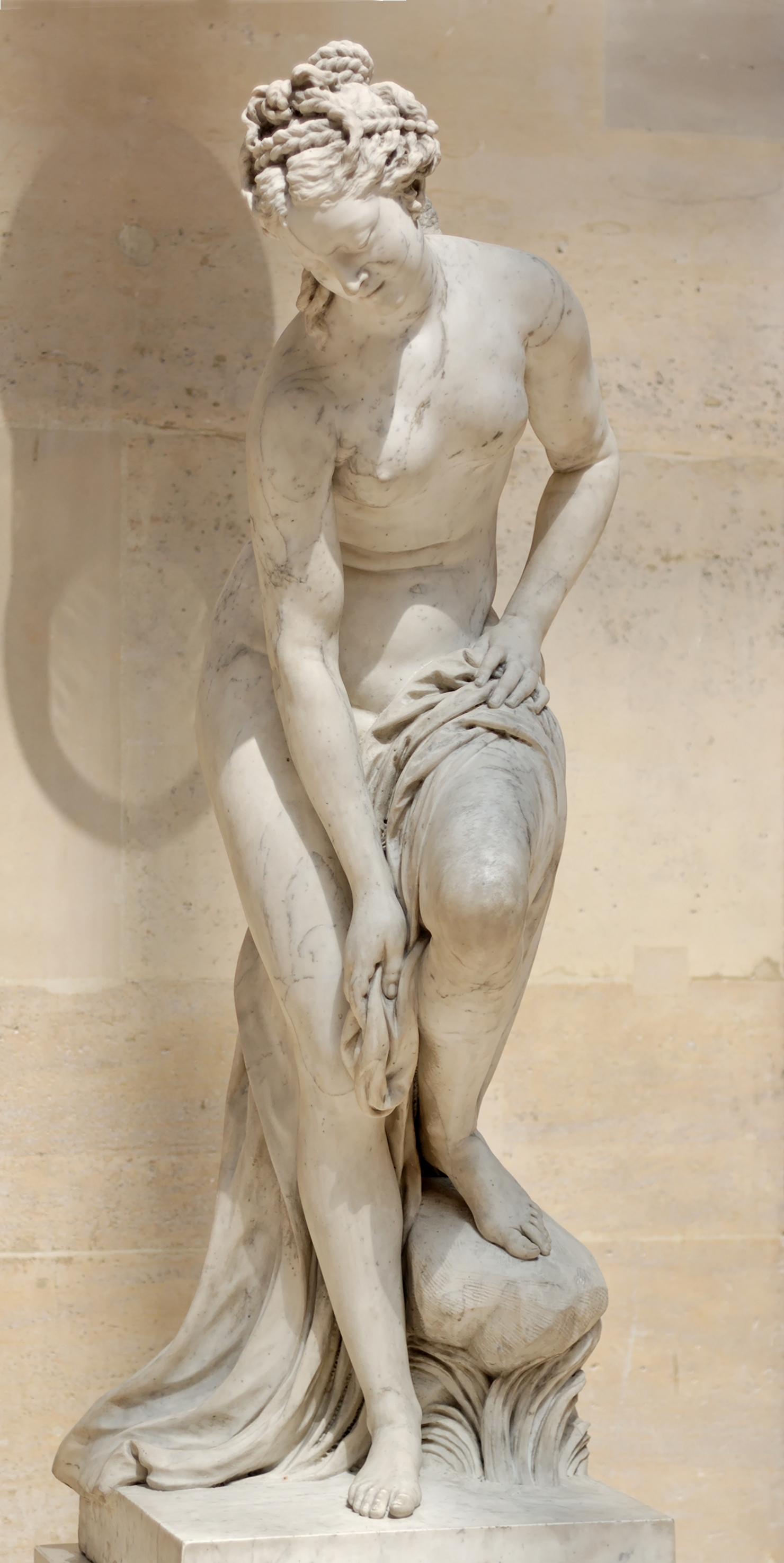
La baigneuse, Allegrain, 1767.

En 1772, con el fin de decorar el parque, el rey regaló a Du Barry La bañista (La baigneuse), obra que Christophe-Gabriel Allegrain expuesta en el Salón de 1767. En 1776 Du Barry encargó a Allegrain una bañista colgante, terminada en 1778. Ambas esculturas se conservan actualmente en el Louvre.
En 1852 la propiedad fue ampliada hacia la ribera del Sena, pero fue dividida en dos lotes. El primero, que incluía el castillo, fue adquirido por el banquero Solomon Goldschmidt, cuyos herederos construyeron otra edificación a través del arquitecto Henri Goury en 1898. La entrada era al estilo Luis XV flanqueando las dos casas en el chemin de la Machine n.º 6. El mismo arquitecto construyó también los establos.
El segundo lote incluía el pabellón de Ledoux, equipado con dos entradas construidas por el arquitecto Pasquier (uno localizado en el n.º 28 de la route de la Princesse, y el otro en el muelle de Rennequin-Sualem, en Bougival; fue adquirido por la millonaria estadounidense Alice Thal de Lancey, de Baltimore.
El parque contiene dos pequeños templos:
- Uno del orden jónico, que data indudablemente sel siglo XVIII y se le ha atribuido sin pruebas tanto a Ledoux como a Richard Mique.
- El otro, del orden dórico, fue construido por el arquitecto Henri Goury a finales del siglo XIX.